# Karlmann Geiß
Karlmann Geiß (* 31. Mai 1935 in Ellwangen; † 4. Juni 2025) war ein deutscher Jurist.

## Leben
Geiß studierte Rechtswissenschaften in München und Tübingen. Nach dem Juristischen Vorbereitungsdienst und kurzer anwaltlicher Tätigkeit trat er 1964 in den Justizdienst des Landes Baden-Württemberg. Von 1966 bis 1976 arbeitete er im Justizministerium, zunächst als persönlicher Referent des Ministers Rudolf Schieler, dann als Personalreferent. Von 1976 bis 1989 war er Präsident des Landgerichts Ulm. Vor seiner Berufung zum Präsidenten des Bundesgerichtshofs war er seit April 1989 Präsident des Oberlandesgerichts Stuttgart. Von 1985 bis 1996 war er zudem Richter am Staatsgerichtshof für das Land Baden-Württemberg, zunächst von 1985 bis 1988 als stellvertretendes Mitglied. Er war von 1991 bis 1996 ständiger Stellvertreter des Präsidenten des Staatsgerichtshofs. Von 1996 bis 2000 war er als Nachfolger von Walter Odersky Präsident des Bundesgerichtshofs. Am 31. Mai 2000 trat Geiß in den Ruhestand. Sein Nachfolger wurde Günter Hirsch.
1997 erhielt er die Ehrendoktorwürde der Universität Ulm. Geiß war von 2003 bis 2009 externes Mitglied des Hochschulrates der Hochschule Biberach.
Geiß starb am 4. Juni 2025 kurz nach seinem 90. Geburtstag.